# Gaz de France Stars
Gaz de France Stars – profesjonalny turniej tenisowy kobiet, rozgrywany od 2004 roku w belgijskiej miejscowości Hasselt. Jest to impreza trzeciej kategorii. Rozgrywany na kortach dywanowych w hali, zwykle jako jeden z ostatnich turniejów w sezonie lub bezpośrednio poprzedzający turniej WTA Tour Championships (na przełomie października i listopada). Pierwszą mistrzynią turnieju została Rosjanka Jelena Diemientjewa. Obecną mistrzynią jest Belgijka Kim Clijsters. Ostatnia edycja turnieju odbyła się w 2006 roku i prawdopodobnie turniej nie będzie już rozgrywany.

## Mecze finałowe

### gra pojedyncza
| Rok  | Mistrzyni           | Finalistka          | Wynik         |
| 2006 | Kim Clijsters       | Kaia Kanepi         | 6:3, 3:6, 6:4 |
| 2005 | Kim Clijsters       | Francesca Schiavone | 6:2, 6:3      |
| 2004 | Jelena Diemientjewa | Jelena Bowina       | 0:6, 6:0, 6:4 |

### gra podwójna
| Rok  | Mistrzynie                      | Finalistki                           | Wynik    |
| 2006 | Lisa Raymond Samantha Stosur    | Eleni Daniilidu Jasmin Wöhr          | 6:2, 6:3 |
| 2005 | Katarina Srebotnik Émilie Loit  | Michaëlla Krajicek Ágnes Szávay      | 6:3, 6:4 |
| 2004 | Jennifer Russel Mara Santangelo | Nuria Llagostera Vives Marta Marrero | 6:3, 7:5 |